# Coelichneumon haemorrhoidalis
Coelichneumon haemorrhoidalis là một loài tò vò trong họ Ichneumonidae.